# Bosworth (Missouri)
Bosworth è un comune degli Stati Uniti d'America, situato nello Stato del Missouri, nella contea di Carroll.